# Чихорићи
Чихорићи су српско средњовјековно племство из Попова поља, раније су се до 1356. године звали и као Друговићи. У сачуваним историјским списима помињу се као становници у Травунији, Гацку, Невесињу и Никшићу. За њих се сматра да су се доселили у Полог из околине Солуна у Грчкој. Презиме Друговић добили су по Другу који је неки далеки родоначелник породице, можда још док су Друговићи боравили као српско племе Другувити у околини Солуна гдје су имали и своју епископију под солунском митрополијом.
Друговићи се у писаним споменицима и на каменим епитафима стећака јављају и као Чихорићи које је њихово касније породично име од 1356. године, када се више не помињу као Друговићи, осим у појединачним случајевима какав је војвода Друговић 1412. године, војсковођа Сандаља Хранића.

## Историја
Први властелин који се помиње од рода Чихорића је Радоје Друговић, властелина бана Матије Нинослава, који је свједок у уговору са Дубровчанима 1249. године. Почетком 13. вијека јавља се Клап Друговић из Невесиња ("Clap Drugouich de Neuesigna") који се септембра 1305. године тужио пред дубровачким судијама. Од 1335. у изворима дубровника помиње се Градоје Чихорић у селу Котезима у Попову.
На надгробним споменицима у њиховој матичној области у Величанима у Попову налази се више имена Чихорића. Поред Ненчеве жене Радаче (монашко име Полихранија) којој је и подигнут стећак с натписом, помињу се и четири брата Чихорића: Ненад, Вратко, Дабижив и Стјепко. На стећку пише:
Натпис монахиње Полихраније, свјетовно Радаче жене жупана Неноја Чихорића, Величани Требиње:
В" име отца- и сина и свјетога духа се лежи раба божија Полихранија а зовоммирсним госпоја Радача, жупана Ненца Чихорића кучница, а невста жупана Вратка ислуге Дабижива и тепчије Стипка, а кчи жупана Милтјена Драживојевића а казницу Санку сестра, а постави се блг не (њен) син Дабижив c божијом помоштијусам својми људми а в дни господина краља Твртка" (31,49).
- Жупан Дабижив Чихорић имао је своје људе у Хумској земљи. Извори помињу Хранка Хранковића као човјека Дабижива Чихорића, што се закључује из копије повеље из 1382. године.
- Жупан Ненац помиње се у више извора у времену од 1336. до 1375. године као дубровачки сусјед у Попову. Дубровчани су били у невољама са људима Друговића ("hominis de Drugouich") код Требишњице у Попову и код Оногошта 1336. године. Жупан Вратко с његовим људима извршио је недалеко од Требиња пљачку 1335. године. Дабижив је био "слуга" (високи дворски чиновник) српског краља у Требињу. што закључујемо и из повеље краља Стефана Душана, издате 1345. године под Сером.[3] Више пута се јавља у дубровачким изворима у одређивању међа у жупи Жрновици између Требињаца и Дубровчана. За њега се у списима каже да је Друговић и Чихорић (Dabiseo Drugouich, Dabiseo Cicurich).
- Стјепко Чихорић, тепчија, у изворима се јавља више пута у периоду од 1334. до 1369. године. Био је посланик краља Душана дошао 1334. године у Дубровник у вези државног посла. Са својим братом Ненцом помињу се и у Требињу и у Оногошту од 1335, те 1336. године.
- Жупан Дабижив син је Ненца Чихорића и жене му Радаче, монашки Полихраније, који се помињу од 1383. до 1399. гоцине. По Ненцу су се његови насљедници прозвали Ненчићи, а и сам Дабижив помиње се као Дабижив Ненчић (Dabissius Nencich). У сачуваној документацији јавља се задњи пут 1399. године као свједок y повељи Радича Санковића, којом је уступио Дубровчанима село Лисац .[4] [5]